# The Magnificent Meddler
The Magnificent Meddler er en amerikansk stumfilm fra 1917 af William Wolbert.

## Medvirkende
- Antonio Moreno som Montague Emerson
- Mary Anderson som Jess Roth
- Otto Lederer som Bob Gill
- Leon De La Mothe som Pete Marillo
- George Kunkel som Joe Roth